# Apis mellifera pomonella
La abeja de Tian Shan (Apis mellifera pomonella) es una subespecie de abeja doméstica descrita recientemente (Sheppard & Meixner, 2003). Es endémica de las montañas de Tian Shan, en Kazajistán, al oeste de China, a 100 o 150 km de Tujuk, Asia Central. El área de distribución de esta subespecie amplió el rango de distribución entre 1.200 y 2.000 kilómetros del área de distribución conocida para Apis mellifera.
Mientras los ancestros de Apis mellifera tienen su origen en el oeste de Asia hace aproximadamente 1 millón de años, Apis cerana presenta en la región más tiempo, entre 6 y 9 millones de años. Existen autores que creen que Apis mellifera proviene de un ancestro de Apis mellifera y Apis cerana, mientras otros autores postulan la hipótesis que ambas especies no se relacionan como especies hermanas, sino que Apis mellifera proviene de un ancestro extinto.
El linaje de estas abejas no se relaciona ni con el de tipo M, o el de tipo C, por lo cual se puede sospechar que no fueron introducidas por apicultores transhumantes en épocas de la Unión de Repúblicas Socialistas Soviéticas. Estas abejas son parte del linaje de tipo O oriental de Apis mellifera. 
Son abejas pequeñas como Apis mellifera caucasicao Apis mellifera carnica; en general muy similares a Apis mellifera anatoliaca, pero tienen un abdomen más ancho, en la zona del tomento. También los tarsos son más anchos, como los descritos por Ruttner en 1988 para las subespecies orientales. Comparada con Apis mellifera armeniaca y Apis mellifera caucasica la probóscide es más corta. Es una típica abeja de clima templado de montaña. Busca polen a 10,8 °C. El índice cubital es de 2,24. El índice de tomento es 2,2. La probóscide 0,641 mm, y el largo del cuerpo 4,5 mm.
Apis mellifera pomarella es utilizada por los apicultores de Uzbekistán y Kazajistán, el área que ocupa la subespecie tiene una gran diversidad genética, es originaria del género Malus (manzano, manzana), existiendo Malus sieversii que es el ancestro de las variedades de manzano conocidas actualmente.
El nombre subespecífico fue dedicado por los autores a pomona, deidad romana protectora de los jardines y árboles de futas.